# Dagmar Normet
Dagmar Normet (ur. 13 lutego 1921 w Tallinnie  – zm. 16 października 2008 tamże) – estońska pisarka i tłumaczka literatury.
Studiowała w Instytucie Pedagogicznym w Uljanowsku oraz w Moskiewskim Instytucie Wychowania Fizycznego. W 1945 powróciła do Estonii, gdzie uczyła na uniwersytecie w Tartu.
Najczęściej pisała baśnie i powieści dla dzieci.
Wyszła za mąż za estońskiego kompozytora Leona Normeta, miała syna i córkę.

## Twórczość
1. "Maalesõit" (1948)
2. "Me ehitame maja" (1957)
3. "Vöödiline hobune" (1968)
4. "Lo Tui" (1973)
5. "Delfiinia" (1975)
6. "Suur saladus" (1977)
7. "Une-Mati, Päris-Mati ja Tups" (1979)
8. "Kümme ust" (1985)
9. "Une-Mati rannakülas" (1986)
10. "Ernst Idla – võlur Tallinnast" (1991)
11. "Naeratuste vikerkaar" (1992)
12. "Lõvi ja lohe" (1993)
13. "Avanevad uksed" (2001)
14. "... ainult võti taskus" (2004)

## Tłumaczka
1. Mira Lobe "Vanaema otsas õunapuu" (1973)
2. Mira Lobe "Hiir kipub välja" (1984)